# Твардовский, Казимир

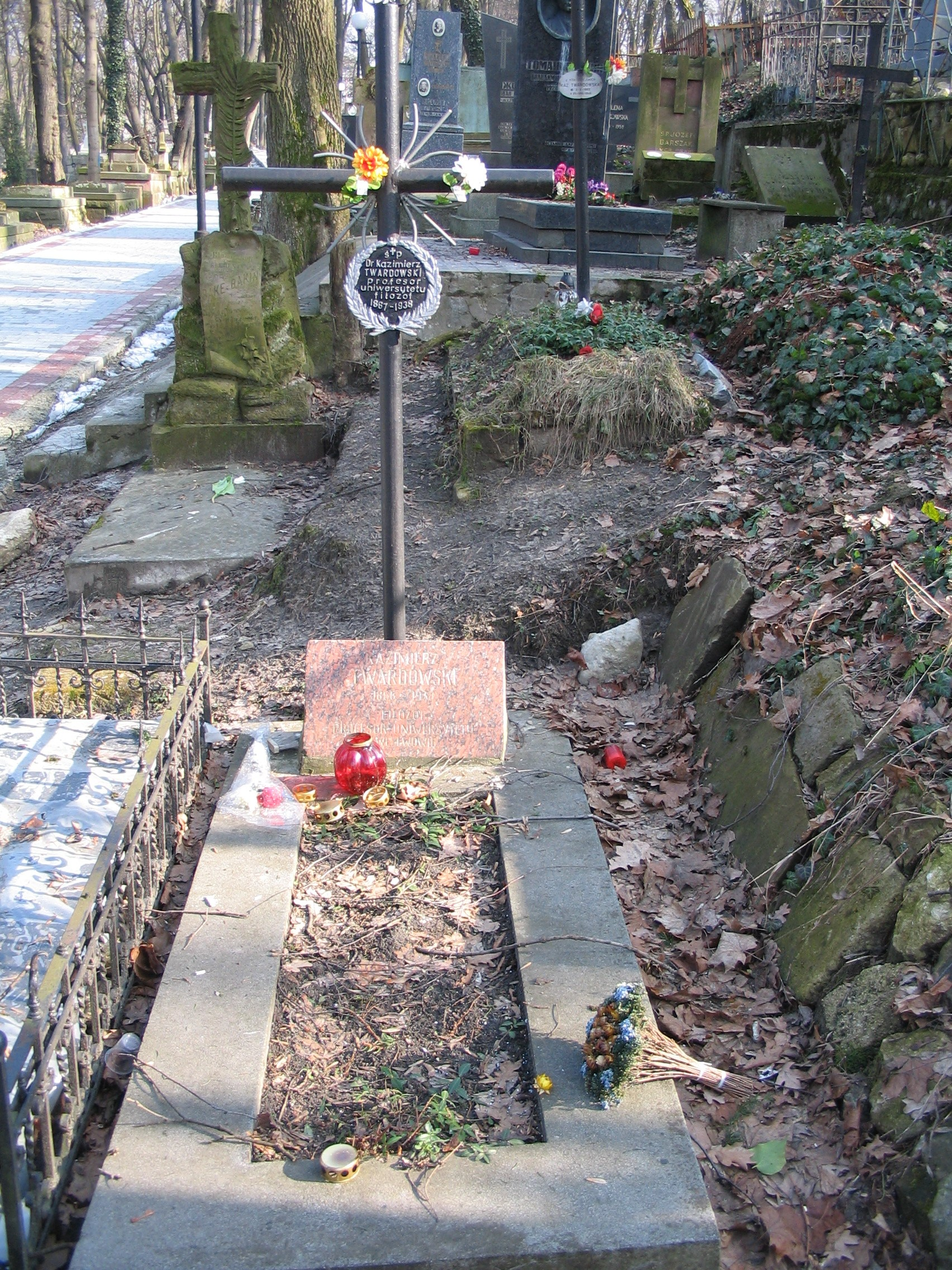
Могила профессора К. Твардовского на Лычаковском кладбище во Львове

Казими́р Твардо́вский (пол. Kazimierz Jerzy Adolf ze Skrzypny Ogończyk Twardowski; 20 октября 1866, Вена, Австрия — 11 февраля 1938, Львов, Польша) — польский философ и логик, создатель Львовско-Варшавской философской школы (наиболее значимой школы в истории польской философии).

## Биография
Изучал философию в Вене, ученик Франца Брентано и Роберта Циммермана. В 1892 году получил докторскую диссертацию по специальности «Идея и перцепция» («Идея и восприятие»), а в 1894 году он представил свою диссертацию по физике, «Zur Lehre vom Inhalt und Gegenstand der Vorstellungen» («О доктрине содержания и предмета презентаций»). Сформулировал много новых идей, связанных с метафизиологией.
Читал лекции в Вене в 1894-95 годах, затем был назначен профессором во Львов.
Во время Первой мировой войны в течение нескольких лет (1914—1917) был ректором Львовского университета. Доктор honoris causa Варшавского университета.
Являлся основателем и первым председателем Польского философского общества, созданного в 1904 году во Львове.
Награждён орденом «Крест Храбрых».
Похоронен на Лычаковском кладбище во Львове.